# Chelsea Hobbs
Chelsea Raelle Hobbs, född 18 februari 1985 i Vancouver, är en kanadensisk skådespelare.
2002 fick Hobbs sin första filmroll som Gerda i Snow Queen. Hon har dansat sedan hon var tre år gammal.
Chelsea har även medverkat två säsonger av tonårsserie Make It Or Break it som handlar om fyra tonårstjejer som tränar gymnastik på elitnivå och samtidigt måste hantera olika slags tonårsproblem. Chelsea var med tills i mitten av tredje säsongen då hon slutade på grund av sin graviditet.

## Privatliv
Hobbs är sedan 2004 gift med Teren Oddo.